# 日立市立油縄子小学校
日立市立油縄子小学校（ひたちしりつゆなごしょうがっこう）は、茨城県日立市鮎川町3-11-1にある日立市立小学校。

## 概要
油縄子小学校は、大久保小学校、河原子小学校、成沢小学校から分離して開校した。日立市内で唯一、同一敷地内で学校が隣接しており（日立市立多賀中学校が隣接）、将来的な学校統合の際に、施設一体型小中一貫校を整備するか、検討の対象となっている。

## 沿革

### 年表
- 1954年2月7日 - 油縄子小学校新設が多賀町議会で議決[6]。
- 1955年
  - 2月15日 - 多賀町と日立市が合併し、新日立市が誕生[6][7]。
  - 4月1日 - 日立市立油縄子小学校が開校[7]。
- 1956年
  - 7月16日 - 校歌制定[6]。
  - 11月16日 - 校章制定[6]。
- 1962年3月31日 - 日立市立上諏訪小学校を吸収統合[7]。
- 1981年4月1日 - きこえ、ことばの教室を大久保小学校から油縄子小学校に移設[8]。
- 2012年4月23日 - 平成24年度子どもの読書活動優秀実践校・文部大臣表彰を受賞[9][10]。
- 2013 - 2014年度 - 油縄子小学校校舎大規模改造事業[11]。
- 2015年3月30日 - 新校舎が完成[12]。
- 2021年度 - 茨城県よい歯の学校表彰・茨城県教育委員会教育長賞を受賞[13]。
- 2024年度 - いばらきオンラインスタディplus（国語）受信校に指定[14]。

## 教育方針
（出典：）
学校教育目標
「心豊かで 自ら学び 心身共にたくましい児童の育成」
楽しい授業 温かい教室 夢をはぐくむ学校
組織目標
児童一人一人の「自己有用感」を高める『褒める・認める・勇気づける』
＜活躍する場面・自ら学ぶ場面・かかわりあう場面＞

## 学校行事
2021年度行事予定表・2022年度トピックス（ホームページ）より
- 4月
  - 着任式・始業式
  - 入学式
  - 創立記念日（4月14日）
  - 1年生を迎える会
- 5月
  - 3年校外学習
  - 全国学力調査
  - 春季大運動会
- 6月
  - 4年星空学習
  - 1年学校探検
  - 3年校外学習
  - 2年まちたんけん
- 7月
  - 4年鮎川探検
  - 終業式
- 8月
  - 盆踊り

- 9月
  - 始業式
  - 修学旅行（日光方面）
  - 3年校外学習
  - 4年校外学習
- 10月
  - 1年校外学習
  - 2年校外学習
  - 5年宿泊学習
  - 市親善陸上競技会中部会
- 11月
  - ゆなご秋まつり
  - 県民の日
  - 音楽集会
- 12月
  - 持久走記録会
  - 終業式

- 1月
  - 始業式
  - 校内書き初め会
  - 学力診断テスト
  - 新1年生保護者説明会
- 2月
  - 6年生を送る会
- 3月
  - 卒業証書授与式
  - 修了式
  - 離任式

## 児童会活動・クラブ活動など

### クラブ活動
（出典：）
- 手芸・工作クラブ
- パソコンクラブ
- 卓球クラブ
- バドミントンクラブ
- 将棋・オセロクラブ
- 運動クラブ

## 通学区域
（出典：）
- 日立市鮎川町
  - 1丁目
  - 2丁目
  - 3丁目
  - 4丁目
  - 5丁目1番から11番
  - 6丁目1番から6番5号、11番1号から6号、12番22号
- 日立市国分町
- 日立市桜川町3丁目3から11番
- 日立市諏訪町1丁目1から13番
- 日立市多賀町
  - 4丁目4から6番
  - 5丁目4から10番

## 進学先中学校
- 日立市立多賀中学校

## 学区内の主な施設
- 油縄子交流センター
- ひたち医療センター
- 茨城県立多賀高等学校
- 日立市立日立特別支援学校
- 日立製作所 国分事業所

## 交通
（出典：）
- 常磐自動車道 日立中央ICより15分
- 常磐自動車道 日立南太田ICより30分
- 茨城交通路線バス
  - 「油縄子仲町」バス停下車 徒歩5分
  - 「諏訪表原」バス停下車 徒歩5分
  - 「油縄子小学校」バス停下車